# Jindynastin (1115–1234)
Jindynastin (大金) var ett rike grundat och lett av det tungusiska jurchen-folket i Manchuriet i det som idag är nordöstra Kina, 1115–1234. 1127 erövrade Jindynastin hela norra Kina från Songdynastin, vilken då tvingades att fly till södra Kina och upprätta en ny huvudstad i Hangzhou.
Jindynastin var en föregångare till Qingdynastin, som grundades 1616 och inledde sin erövring av hela Kina 1644.

## Dynastins grundande
Jurchen-folket har sitt urhem kring floden Sunggari och den östra delen av den manchuiska platån. Till skillnad från andra folk i regionen var de inte nomader utan ägnade sig åt jakt och jordbruk, men de delade många kulturella särdrag med sina nomadiska grannfolk.
I mitten av 1000-talet enades de fem jurchen-stammarna Aolimi (奥里米), Punuli (蒲努里), Tieli (铁骊), Yuelidu (越里笃) och Puali (剖阿里) till  de Fem nationerna (五国部). Dynastin grundades ur de Fem nationerna när jurchen-hövdingen Wanyan Aguda år 1115 bröt sin trohet gentemot Liaodynastin efter att han vunnit ett slag mot Liao-styrkor föregående år.
Dynastins namn betyder "Stora guld" både på jurchen-språket och på kinesiska. Namnet härledas till Anchuhu-floden (kinesiska: 阿什河?, pinyin: Āshíhé), som rann igenom Agudas hemtrakter i nuvarande Heilongjiang-provinsen och vars namn betyder "guld-floden" på jurchen-språket.
År 1120 ingick han en allians mot Liao med den kinesiska Songdynastin och samma år plundrade hans trupper Liaorikets huvudstad Shangjing och vanhelgade dess kejserliga mausoleer. Kring 1122 hade Aguda erövrat alla Liaorikets huvudstäder och följande år hjälpte Jindynastin Songdynastin att återerövra territorier från Liao i norra Kina som Songdynastin gjorde anspråk på. Två år senare infångades den sista Liao-kejsaren och khitanerna flydde västerut för att grunda Kara Khitai-khanatet.
Alliansen blev dock kortvarig och Jinriket bröt snart med Song på grund av meningsskiljaktigheter beträffandeåterstoden av de territorier Song gjorde anspråk på. År 1127 erövrade Jin hela Nordkina från Song, intog dess huvudstad Bianliang och tillfångatog kejsar Song Qinzong, vilket tvingade Song-hovet att fly till Hangzhou där man återupprättade dynastin i Sydkina. För att styra det erövrade landområdet söder om Gula floden etablerades 1127 den mycket kortlivade Chudynastin, som styrdes av den avhoppade kinesen Zhang Bangchang.
Jindynastin tog efter Liaodynastins bruk att upprätthålla flera huvudstäder och de viktigaste blev:
- Den centrala huvudstaden (Zhongdu 中都), i nuvarande Peking.
- Den högsta huvudstaden (Shangjing 上京), i nuvarande Acheng.
- Den östra huvudstaden (Dongjing 東京), i nuvarande Liaoyang.
- Den västra huvudstaden (Xijing 西京), i nuvarande Datong.
- Den norra huvudstaden (Beijing 北京, i nuvarande Ningcheng.
- Den södra huvudstaden (Nanjing 南京), i nuvarande Kaifeng.

## Dynastins fall och efterspel
En konsekvens av att Jindynastin erövrade Nordkina från Songdynastin var att några få miljoner jurchen härskade över uppskattningsvis 20 miljoner hankineser, vilket gjorde eftergifter till befolkningsmajoriteten oundvikliga och det blev svårare för jurchen-folket att bibehålla sin etniska identitet. 
1215 erövrade Djingis khan huvudstaden (dagens Peking) och 1234 besegrades Jindynastin av mongolernas storkhan Ögedei och rikets territorier införlivades sedan med den mongoliska Yuandynastins, som utropades 1279 av Khubilai khan.
Jindynastin fick ett efterspel när Nurhaci förenade ett grupp jurchen-stammar i slutet på 1500-talet och utropade den senare Jindynastin 1616 i Manchuriet. När han döpte sin klan till Aisin Gioro ("gyllene Gioro") var detta också ett sätt att knyta till Jindynastin. Den senare Jindynastin bytte namn till Qingdynastin 1636 och erövrade det egentliga Kina 1644.

## Kejsare av Jindynastin (1125–1234)
| Tempelnamn 廟號 miàohào                         | Postumt namn 諡號 shìhào           | Födelsenamn 姓名 xìngmíng                           | Regerings- år | Regeringsperiod 年號 niánhào                                                     |
| ----------------------------------------------- | ---------------------------------- | --------------------------------------------------- | ------------- | -------------------------------------------------------------------------------- |
| Konvension: Jin + tempelnamn eller postumt namn |                                    |                                                     |               |                                                                                  |
| Tàizǔ 太祖                                      | (1)                                | Wányán Āgǔdǎ 完顏阿骨打 eller Wányán Min 完顏旻     | 1115–1123     | Shōuguó (收國, 1115–1116) Tiānfǔ (天輔, 1117–1123)                               |
| Tàizōng 太宗                                    | (1)                                | Wányán Wúqǐmǎi 完顏吳乞買 eller Wányán Shèng 完顏晟 | 1123–1135     | Tiānhuì (天會, 1123–1135)                                                        |
| Xīzōng 熙宗                                     | (1)                                | Wányán Hélá 完顏合剌 eller Wányán Dǎn 完顏亶        | 1135–1149     | Tiānhuì (天會, 1135–1138) Tiānjuàn (天眷, 1138–1141) Huángtǒng (皇統, 1141–1149) |
| (2)                                             | Hǎilíngwáng 海陵王                 | Wányán Dígǔnǎi 完顏迪古乃 eller Wányán Liàng 完顏亮 | 1149–1161     | Tiāndé (天德, 1149–1153) Zhènyuán (貞元, 1153–1156) Zhènglóng (正隆, 1156–1161)  |
| Shìzōng 世宗                                    | (1)                                | Wányán Wūlù 完顏烏祿 eller Wányán Yōng 完顏雍       | 1161–1189     | Dàdìng (大定, 1161–1189)                                                         |
| Zhāngzōng 章宗                                  | (1)                                | Wányán Jǐng 完顏璟                                  | 1189–1208     | Míngchāng (明昌, 1190–1196) Chéng'ān (承安, 1196–1200) Tàihé (泰和, 1200–1208)   |
| (2)                                             | Wèishàowáng 衛紹王 or Wèiwáng 衛王 | Wányán Yǒngjì 完顏永濟                              | 1208–1213     | Dà'ān 大安 1209-1212 Chóngqìng 崇慶 1212-1213 Zhìníng 至寧 1213                  |
| Xuānzōng 宣宗                                   | (1)                                | Wányán Xún 完顏珣                                   | 1213–1224     | Zhēnyòu 貞祐 1213-1217 Xīngdìng 興定 1217-1222 Yuánguāng 元光 1222-1224          |
| Āizōng 哀宗                                     | (1)                                | Wányán Shǒuxù 完顏守緒                              | 1224–1234     | Zhèngdà 正大 1224-1232 Kāixīng 開興 1232 Tiānxīng 天興 1232-1234                 |
| (2)                                             | Mòdì 末帝                          | Wányán Chénglín 完顏承麟                            | 1234          | (2)                                                                              |

(1) Ganska långt används inte för att syfta på denne kejsaren.

(2) Fanns inte.